# Anne Tasquin
Anne Tasquin née le 2 juin 1936 à Neuilly sur Seine et morte le 1er novembre 2006 à Lyon, est une poètesse et écrivaine française. Son corps repose au cimetière de Chambéry.

## Biographie
Roumaine par sa mère, Espagnole et Grecque par ses grands parents, son éducation religieuse la marqua profondément : elle consacra sa vie entière à l'amour, Dieu et l'écriture.
Son œuvre est empreinte de mysticisme, de sensualité, d'humour, de légèreté, de gravité et de profondeur. Les poèmes, nouvelles, contes, essais, pamphlets, prières et pièces de théâtre ont été écrites entre 1960 et 2006. Anne Tasquin entra dans le monde de la poésie en publiant Un lit confortable, première œuvre qui fut remarquée par Jean-Pierre Rosnay dans son émission de télévision Le club des poètes.
François Villon, Sully Prudhomme, Federico Garcia Lorca, Saint Thomas d'Aquin, Novalis ont été ses modèles.
À 20 ans, elle se distingue au championnat du monde de sténotypie dans les palais de l'UNESCO. Avec une épreuve remportée à une cadence de deux cents mots par minute, elle obtient le premier prix pour son école marseillaise.
Jeune femme, elle est atteinte de diabète. Cette terrible maladie la poursuivra toute sa vie ; Jusqu'à la rendre aveugle le 12 janvier 1990. Une année plus tard, n'écoutant que son courage, sa foi et son indéfectible amour de l'écriture, elle se remettra à écrire privée de l'usage de la vue, grâce à la maîtrise du clavier de sa fidèle Remington Rand mécanique.